# Grégoire Gromoff
Grégoire Gromoff est un acteur russe né à Moscou le 14 janvier 1902 et mort à Paris (15e) le 24 janvier 1982.

## Filmographie
- 1942 : Défense d'aimer de Richard Pottier
- 1945 : Le Jugement dernier de René Chanas
- 1946 : Le Bateau à soupe de Maurice Gleize
- 1947 : Chemins sans lois de Guillaume Radot : La Douceur
- 1947 : La Taverne du poisson couronné de René Chanas
- 1948 : Si jeunesse savait d'André Cerf
- 1948 : Le Destin exécrable de Guillemette Babin de Guillaume Radot
- 1949 : Suzanne et ses brigands d'Yves Ciampi
- 1949 : Mission à Tanger d'André Hunebelle : un garde de  Barbara
- 1949 : Rendez-vous de juillet de Jacques Becker
- 1950 : Un homme marche dans la ville de Marcel Pagliero : Olen
- 1950 : Tu m'as sauvé la vie de Sacha Guitry : le second porteur
- 1951 : La Rose rouge de Marcel Pagliero : le touriste photographe
- 1951 : Édouard et Caroline de Jacques Becker : Igor
- 1951 : Seul dans Paris d'Hervé Bromberger : un client de l'hôtel
- 1951 : Monsieur Octave de Maurice Téboul
- 1951 : Piédalu à Paris de Jean Loubignac
- 1952 : La Putain respectueuse de Charles Brabant et Marcel Pagliero : un client du night-club
- 1952 : Monsieur Taxi d'André Hunebelle : un automobiliste
- 1952 : La Minute de vérité de Jean Delannoy : un locataire voisin de Daniel
- 1952 : Le Plus Heureux des hommes d'Yves Ciampi : un invité
- 1952 : La Fugue de monsieur Perle de Roger Richebé
- 1953 : La Loterie du bonheur de Jean Gehret
- 1953 : Lettre ouverte d'Alex Joffé
- 1953 : Le Salaire de la peur d'Henri-Georges Clouzot
- 1953 : La Tournée des grands ducs d'André Pellenc et Norbert Carbonnaux
- 1953 : La Môme vert-de-gris de Bernard Borderie : un marin sur le bateau
- 1954 : Le Défroqué de Léo Joannon
- 1954 : Les femmes s'en balancent de Bernard Borderie
- 1954 : Faites-moi confiance de Gilles Grangier - un mamelouk
- 1954 : Secrets d'alcôve de Jean Delannoy (sketch Le Lit de la Pompadour)
- 1954 : Après vous, duchesse de Robert de Nesle
- 1954 : Sur le banc de Robert Vernay
- 1955 : Interdit de séjour de Maurice de Canonge : un détenu
- 1955 : Frou-Frou d'Augusto Genina : un porteur à la gare
- 1956 : Les Truands de Carlo Rim : un homme au bal
- 1956 : Rencontre à Paris de Georges Lampin : le chauffeur
- 1956 : Anastasia d'Anatol Litvak : Stefan
- 1957 : Ariane de Billy Wilder : le portier du Ritz
- 1957 : Comme un cheveu sur la soupe de Maurice Regamey
- 1957 : Nathalie de Christian-Jaque : le chauffeur de taxi
- 1957 : Ces dames préfèrent le mambo de Bernard Borderie : Juan
- 1958 : La Chatte d'Henri Decoin
- 1958 : Ni vu... Ni connu... d'Yves Robert : un détenu
- 1958 : Et ta sœur de Maurice Delbez
- 1959 : Minute papillon de Jean Lefèvre
- 1960 : Meurtre en 45 tours d'Étienne Périer
- 1960 : L'Ours d'Edmond Séchan
- 1961 : À rebrousse-poil de Pierre Armand
- 1961 : L'Affaire Nina B. de Robert Siodmak
- 1961 : Quai Notre-Dame de Jacques Berthier et François Caillaud
- 1961 : Le Rendez-vous de Jean Delannoy
- 1961 : Le Tracassin ou les Plaisirs de la ville d'Alex Joffé : l'autre automobiliste avec une deux chevaux
- 1963 : Les Bricoleurs de Jean Girault : un garde chasse
- 1963 : La Porteuse de pain de Maurice Cloche : l'annonceur
- 1964 : Jaloux comme un tigre de Darry Cowl
- 1964 : De l'assassinat considéré comme un des beaux-arts de Maurice Boutel
- 1965 : Les Copains d'Yves Robert
- 1968 : Typhon sur Hambourg (Con la muerte a la espalda) de Alfonso Balcázar.
- 1972 : La Demoiselle d'Avignon de Michel Wyn :
- 1977 : La Vie parisienne de Christian-Jaque : Igor
- 1981 : Une affaire d'hommes de Nicolas Ribowski